# George Whitefield Davis

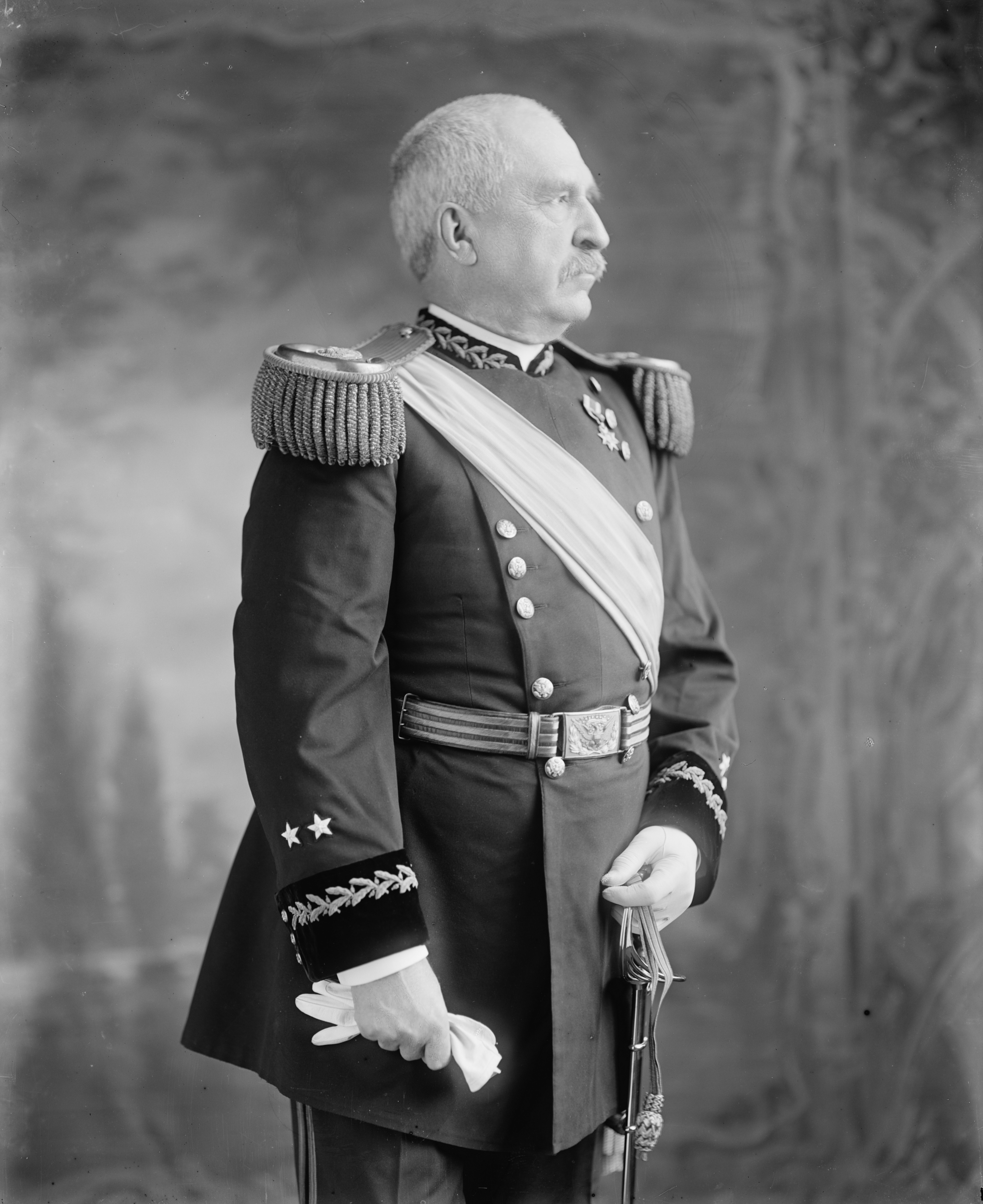
George Whitefield Davis

George Whitefield Davis  (* 26. Juli 1839 in Thompson, Connecticut; † 12. Juli 1918 in Washington, D.C.) war ein US-amerikanischer Offizier. In den Jahren 1899 und 1900 war er Militärgouverneur von Puerto Rico; von 1904 bis 1905 übte er das gleiche Amt in der Panamakanalzone aus.

## Werdegang
Über die Jugend und Schulausbildung von George Davis ist nichts überliefert. Während des Bürgerkrieges diente er in einer Infanterieeinheit aus Connecticut im Heer der Union. Er nahm an mehreren Schlachten teil und stieg bis zum Major der Freiwilligen auf. Nach dem Krieg trat er in die reguläre United States Army ein, in der er im Verlauf der folgenden Jahrzehnte ebenfalls bis zum Generalmajor aufstieg. Er war auch Vizepräsident der Firma, die den Nicaragua-Kanal baute, und Vorsitzender des internationalen Beratergremiums für den Bau des Panamakanals. Außerdem war er an der Fertigstellung des Washington Monument beteiligt. Er war überdies Kommandeur verschiedener Einheiten der Armee.
Zwischen dem 9. Mai 1899 und dem 1. Mai 1900 war George Davis als Nachfolger von Guy Vernor Henry Militärgouverneur von Puerto Rico; von 1904 bis 1905 fungierte er als erster Militärgouverneur der Panamakanalzone. 1907 folgte er als Präsident des Amerikanischen Roten Kreuzes auf Robert Maitland O’Reilly; diese Position hatte er bis 1915 inne. Er starb am 12. Juli 1918 in der Bundeshauptstadt Washington.